# Licence to Kill (videogioco)
Licence to Kill è un videogioco uscito nel 1989 e basato sul film 007 - Vendetta privata, pubblicato dalla Domark per i computer Amiga, Amstrad CPC, Atari ST, BBC Micro, Commodore 64, MS-DOS, MSX e ZX Spectrum. La Tengen aveva inoltre creato una versione per Nintendo Entertainment System, mai messa in commercio.

## Modalità di gioco
Il gioco è uno sparatutto a scorrimento verticale e parzialmente orizzontale, con visuale dall'alto. Si controlla James Bond a piedi o su diversi mezzi di trasporto, lungo il violento inseguimento del trafficante di droga Sanchez, richiamando varie scene d'azione provenienti dalla trama del film. Lungo il percorso si affrontano i suoi numerosi scagnozzi, dotati anch'essi di svariati mezzi.
Ci sono sei livelli da affrontare, con meccaniche di gioco diverse, raggruppati in tre parti.
1. Nella prima parte ci si trova nella base di Sanchez. Inizialmente si controlla un elicottero, che spara sempre rivolto in avanti e deve evitare anche gli ostacoli come gli edifici alti. Maggiore è la velocità di volo, minore è la quota.
2. Quindi si controlla 007 a piedi, in maniera un po' più complessa: per sparare occorre fermarsi, estrarre la pistola e puntarla nella direzione voluta, con rotazione a 360°. I proiettili sono limitati ma si possono raccogliere ricariche.
3. A questo punto si torna all'elicottero e bisogna riuscire a calarsi sull'aereo di Sanchez in volo, per giungere alla seconda parte.
4. La parte successiva si svolge sulle acque della baia di Miami, inizialmente a nuoto. Gli avversari sono gommoni e sommozzatori armati di fiocine, che gli si possono sottrarre. I colpi dei gommoni si possono evitare immergendosi, ma la riserva d'aria è limitata.
5. Bond fa sci nautico (usando i piedi come sci, come nel film) agganciato con la fiocina a un idrovolante. Senza armi, si tratta di raggiungere l'idrovolante, evitando gli ostacoli.
6. L'ultima parte è l'inseguimento finale, che avviene pilotando un camion a 18 assi, privo di armi ma in grado di spingere gli avversari fuori strada; bisogna affrontare altri veicoli e camion analoghi, fino a raggiungere quello guidato da Sanchez in persona.